# Rhynchohydracaridae
Rhynchohydracaridae (лат.) — семейство тромбидиформных водяных клещей из надсемейства Hydryphantoidea (Parasitengona, Prostigmata).

## Описание
Микроскопического размера клещи (около 1 мм). Многочисленные ацетабулы на подвижных генитальных створках; дозум с плотно прилегающими сетчатыми или пористыми пластинками. Пальпы без выступов или бугорков; задние коксы явно длиннее ширины. Гнатосома с дорсодистальным голенным «когтем», выходящим далеко за пределы основания тарзуса; голени длиннее genua. Хелицеры 2-сегментные.
Встречаются в ручьях Южной и Северной Америки.

## Систематика
Включает 5 родов и более 10 видов.
Семейство включает три подсемейства: Rhynchohydracarinae, с несколькими видами Rhynchohydracarus из ручьев Южной Америки; Clathrosperchontinae, включающий несколько видов Clathrosperchon из ручьев Южной и Северной Америки и несколько видов Clathrosperchonella из ручьев тропической Южной Америки; и Santiagocarinae, включающий представителей родов Santiagocarus и Gledhillia, описанных из Панамы.
- Clathrosperchon Lundblad, 1936 (=Clatohorspercon)[7]
  - Clathrosperchon americanus Habeeb, 1953[8]
  - Clathrosperchon crassipalpis Lundblad, 1936
  - Clathrosperchon punctatus Cook, 1980
  - Clathrosperchon transversus Viets, 1977[9]
- Clathrosperchonella Lundblad, 1937[10]
  - Clathrosperchonella olovi Castro, Proctor & Lofego, 2020[11]
- Gledhillia Valdecasas, 2001
  - Gledhillia coibensis Valdecasas, 2001[6]
- Rhynchohydracarus Lundblad, 1936 (=Coibacarus Valdecasas, 2001)
  - Rhynchohydracarus armiger Castro, Proctor & Lofego, 2022[12]
  - Rhynchohydracarus carmenae Valdecasas, 2001[6]
  - Rhynchohydracarus dividuus Lundblad, 1941[13]
  - Rhynchohydracarus mirabilis Smit & Pe
  - Rhynchohydracarus testudo Lundblad, 1936
- Santiagocarus Valdecasas, 2001
  - Santiagocarus robustus Valdecasas, 2001[6]

## Распространение
Северная и Южная Америка.